# Деніел Еймен
Деніел Грегорі Еймен (англ. Daniel Gregory Amen; нар. у липні 1954) — американський зірковий лікар, психіатр, невролог, керівник «Amen Clinics».

## Життєпис
Деніел Еймен народився в Енсіно, штат Каліфорнія, в сім'ї ліванських іммігрантів у липні 1954 року .
1978 року здобув ступінь бакалавра у Коледжі Південної Каліфорнії , 1982 року — медичний ступінь в Університеті Орала Робертса . Практику із загальної психіатрії проходив у Національному військовому медичному центрі імені Волтера Ріда (Вашингтон), практику з дитячої та підліткової психіатрії — у Tripler Army Medical Center (Гонолулу). Двічі відзначений сертифікатами Американської ради з питань психіатрії та неврології загальної психіатрії і дитячо-підліткової психіатрії .
2008 року одружився з Таною Еймен. У пари четверо дітей.

## Кар'єра
На сьогодні Деніел Еймен є керівником і головним лікарем шістьох медичних центрів «Amen Clinics». 

### ОФЕКТ-сканування
Еймен застосовує метод однофотонної емісійної комп'ютерної томографії (скорочено ОФЕКТ або ОЕКТ) з метою порівняння активності головного мозку пацієнта з моделлю здорового мозку. Сканування проводиться двічі: перед курсом лікування (яке, залежно від стану, може бути як медикаментозним, так і безмедикаментозним) та після нього. Таким чином робиться висновок про ефективність терапії. 
За словами Еймена, його клініка володіє найбільшою базою функціональних сканувань мозку для нейропсихіатрії: станом на 2009 рік було зроблено 50,000 сканувань, орієнтовна сума яких складає $170,000,000 . Станом на 2013 рік було зроблено 83,000 сканувань .

### Робота зі спортсменами
Один з підрозділів «Amen Clinics» проводить сканування мозку гравців Національної футбольної ліги. 